# Ajusteur

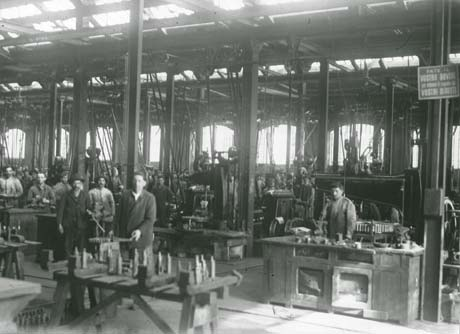
Atelier de tournage-ajustage pour réparer des locomotives dans les années 1920 en Italie.

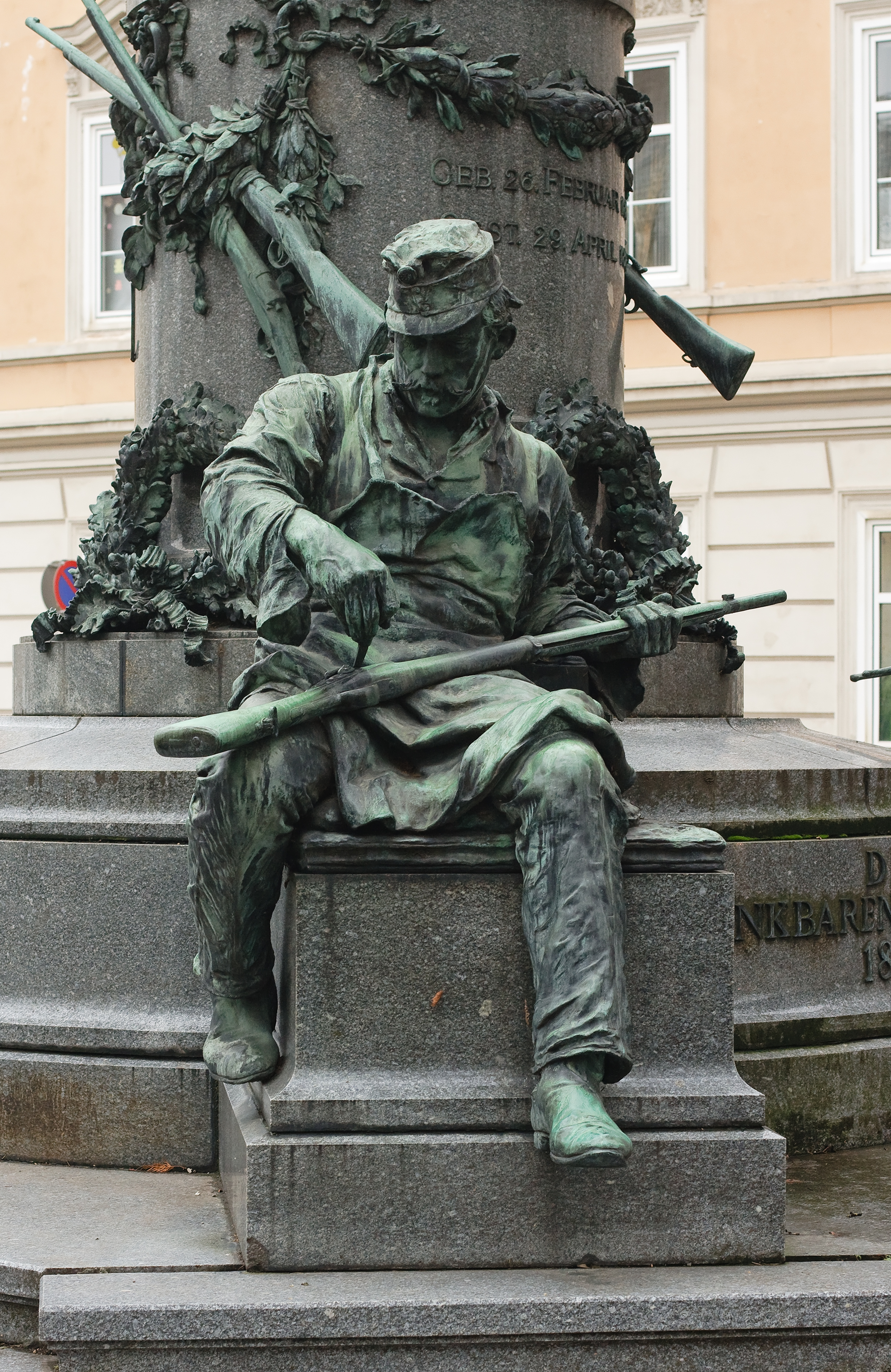
Hommage aux ouvriers de la manufacture d'armes de Steyr.

Un ajusteur est un ouvrier dont le métier  est l'ajustage de pièces mécaniques,. Son domaine de compétences couvre de nombreux secteurs industriels relevant généralement de la métallurgie mais aussi, par exemple, le secteur des matériaux composites.  
Un  outilleur-ajusteur est un ajusteur plus particulièrement spécialisé dans la réalisation d'outils spécifiques destinés à la production industrielle.